# Bušince
Bušince, ungarisch Bussa ist eine Gemeinde im Süden der Slowakei mit 1365 Einwohnern (Stand 31. Dezember 2024). Sie gehört zum Okres Veľký Krtíš, einem Kreis des Banskobystrický kraj.

## Geographie

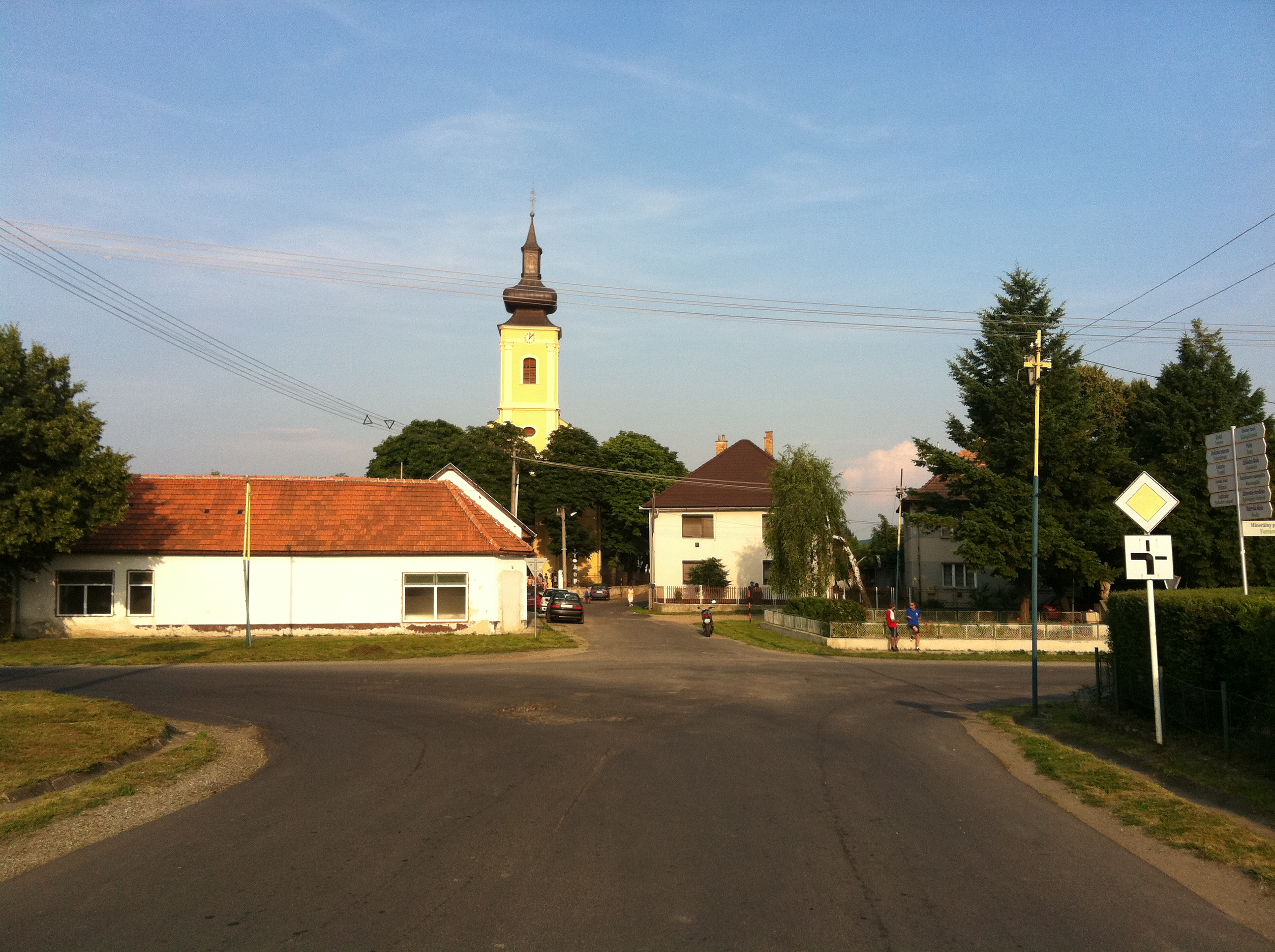
Ortszentrum, Kirche im Hintergrund

Die Gemeinde, an der Bahnstrecke Nógradszakál–Malé Straciny gelegen, befindet sich im Talkessel Ipeľská kotlina, einer Untereinheit der Juhoslovenská kotlina am rechten Ufer des Ipeľ und gleichzeitig an der ungarischen Grenze. Der östliche Teil des Gemeindegebiets liegt auf der Flurterrasse des Ipeľ, der westliche Teil ist hingegen hügelig; in Gesamtheit ist es von Auböden und Braunerde bedeckt. Das Ortszentrum liegt auf einer Höhe von 162 m n.m. und ist 14 Kilometer von Szécsény (H) sowie 15 Kilometer von Veľký Krtíš entfernt.
Nachbargemeinden sind Muľa und Nógrádszakál (H) im Nordosten, Ludányhalászi (H) im Südosten, Čeláre im Süden, Malé Zlievce im Westen und Veľké Zlievce im Nordwesten.

## Geschichte
Bušince wurde zum ersten Mal 1248 als Busa schriftlich erwähnt und gehörte bis zum 17. Jahrhundert zum Herrschaftsgut der Burg Divín, danach wurde es zwischen Burg Blauenstein im heutigen Modrý Kameň und Burg Divín aufgeteilt. Im Mittelalter basierte die Wirtschaft auf Landwirtschaft und Weinbau.
Während der Türkenkriege verfiel das Dorf und wurde trotz des zähem Widerstands der ungarischen Verteidiger im Jahre 1552 an den türkischen Sandschak Szécsény (bis 1593). Dennoch lag es bis 1683 mehr oder weniger an der Frontlinie zwischen den Osmanen und habsburgischen Ungarn und war somit verödet. 1720 wohnten hier 20 Untertanen-Haushalte, bedeutende Besitzer waren Balassa, Koháry und Zichy. 1828 zählte man 86 Häuser und 836 Einwohner, die in Landwirtschaft beschäftigt waren.
Bis 1918 gehörte der im Komitat Neograd liegende Ort zum Königreich Ungarn und kam danach zur Tschechoslowakei beziehungsweise heute Slowakei. Auf Grund des Ersten Wiener Schiedsspruchs lag er 1938–1944 noch einmal in Ungarn.
1951 erhielt Bušince eine Haltestelle an der neu eröffneten Bahnstrecke Nógradszakál–Malé Straciny. Der Personenverkehr wurde 1992 eingestellt.

## Bevölkerung
| Jahr                | 1994 | 2004    | 2014    | 2024    |
| ------------------- | ---- | ------- | ------- | ------- |
| Anzahl der Personen | 1314 | 1416    | 1468    | 1365    |
| Unterschied         |      | +7,76 % | +3,67 % | −7,01 % |

| Jahr                | 2023 | 2024    |
| ------------------- | ---- | ------- |
| Anzahl der Personen | 1370 | 1365    |
| Unterschied         |      | −0,36 % |

Nach der Volkszählung 2011 wohnten in Bušince 1451 Einwohner, davon 813 Slowaken, 429 Magyaren, 112 Roma, acht Tschechen und ein Deutscher; vier Einwohner waren anderer Ethnie. 84 Einwohner machten keine Angabe. 1219 Einwohner bekannten sich zur römisch-katholischen Kirche, 40 Einwohner zur evangelischen Kirche A. B, jeweils drei Einwohner zu den Baptisten und zur orthodoxen Kirche, zwei Einwohner zur reformierten Kirche und ein Einwohner zu den Mormonen, zur apostolischen Kirche und zur evangelisch-methodistischen Kirche. 60 Einwohner waren konfessionslos und bei 115 Einwohnern wurde die Konfession nicht ermittelt.
Ergebnisse nach der Volkszählung 2001 (1379 Einwohner):
| Nach Ethnie: - 54,02 % Slowaken - 40,25 % Magyaren - 3,34 % Roma - 0,80 % Tschechen - 0,07 % Polen | Nach Konfession: - 89,20 % römisch-katholisch - 4,50 % konfessionslos - 3,70 % evangelisch - 1,74 % keine Angabe |

## Bauwerke
- römisch-katholische Demetrioskirche im Barockstil aus dem Jahr 1789
- Pfarrhof im Barockstil aus dem Jahr 1795
- Denkmal an Gefallene im Zweiten Weltkrieg aus dem Jahr 1957